# Francis Beaumont
Francis Beaumont (1584 – 6 marzo 1616) è stato un drammaturgo e poeta inglese.
Figlio di un giudice, studiò presso il Pembroke College di Oxford senza però conseguire il titolo di studio: la morte del padre, avvenuta nel 1598, lo obbligò a seguirne la carriera, studiando due anni dopo nella Inner Temple di Londra. Nonostante non sia certo se Beaumont si applicò negli studi forensi, sappiamo che strinse forti legami d'amicizia con Ben Jonson e Michael Drayton, segno della sua passione per la letteratura, alla Taverna della Sirena, un luogo di ritrovo dei letterati dell'epoca.
Nel 1605 iniziò una collaborazione con John Fletcher, con il quale convisse dal 1608 al 1613, anno del suo matrimonio, nei pressi del Globe Theatre, a Londra.
Beaumont morì nel 1616 e il suo corpo venne sepolto nell'Abbazia di Westminster.
Beaumont fu il fratello minore del poeta John Beaumont.

## Opere teatrali
Nonostante l'attribuzione delle opere sia ancora controversa, un'ipotetica lista delle stesse è:
- The Knight of the Burning Pestle, commedia (1607)
- The Masque of the Inner Temple and Gray's Inn, masque (1613)

Con John Fletcher:
- The Woman Hater, commedia (1606)
- Cupid's Revenge, tragedia (1607–12 circa)
- Philaster, or Love Lies a-Bleeding, tragicommedia (1609 circa)
- The Maid's Tragedy, tragedia (1609 circa)
- A King and No King, tragicommedia (1611)
- The Captain, commedia (1609–12 circa)
- The Scornful Lady, commedia (1613)
- Love's Pilgrimage, tragicommedia (1615–16 circa)
- The Noble Gentleman, commedia (1626)

Opere di Beaumont e Fletcher, poi rivedute e corrette da Philip Massinger:
- Thierry and Theodoret, tragedia (1607)
- The Coxcomb, commedia (1608)
- Beggars' Bush, commedia (1612–13 circa)
- Love's Cure, commedia (1612–13 circa)